# Priscilla Tapia
Priscilla Natalia Tapia Castillo (Puntarenas, 2 de mayo de 1991) es una futbolista costarricense. Juega como portera y su actual equipo es el Deportivo Saprissa de la Primera División de Costa Rica. Es internacional absoluta con la selección de Costa Rica.

## Trayectoria
En Primera División ha tenido participación con UCEM Alajuela, DIMAS Escazú, Moravia Femenino y con el C.S Herediano; con este último logró el torneo de la Primera División de Costa Rica en el 2020, donde además fue elegida como la mejor portera del torneo. Es convocada habitualmente a la selección nacional de su país, con quien ha participado en mundiales tanto menores como a nivel mayor. Tuvo un retiro de cuatro años en el 2010, después del Mundial de Alemania.

## Selección nacional
Desde el 2008 forma parte de diferentes grupos de selección nacional de Costa Rica.

### Participaciones en Copas del Mundo
| Mundial                     | Sede                    | Resultado      |
| --------------------------- | ----------------------- | -------------- |
| Copa Mundial Sub-17 de 2008 | Costa Rica              | Fase de grupos |
| Copa Mundial de 2015        | Canadá                  | Fase de grupos |
| Copa Mundial 2023           | Australia Nueva Zelanda | Fase de grupos |

## Clubes
| Club               | País       | Año       |
| ------------------ | ---------- | --------- |
| UCEM Alajuela      | Costa Rica | 2008-2012 |
| Dimas Escazú       | Costa Rica | 2012-2015 |
| A. D. Moravia      | Costa Rica | 2015-2019 |
| C. S. Herediano    | Costa Rica | 2020-2021 |
| Deportivo Cali     | Colombia   | 2021      |
| C. S. Herediano    | Costa Rica | 2022-2023 |
| Deportivo Saprissa | Costa Rica | 2023-Act  |

## Palmarés

### Títulos nacionales
| Título                       | Club               | País       | Año  |
| ---------------------------- | ------------------ | ---------- | ---- |
| Torneo de Copa de Costa Rica | Deportivo Saprissa | Costa Rica | 2024 |

### Distinciones individuales
| Distinción                                            | Año  |
| ----------------------------------------------------- | ---- |
| Mejor guardameta de la Primera División de Costa Rica | 2019 |
| Mejor guardameta de la Primera División de Costa Rica | 2020 |